# Stina Forss-Aspegren
Stina Edit Forss-Aspegren, född 11 juni 1914 i Åbo, död 9 maj 1989 i Danderyd, var en finländsk-svensk arkitekt.
Forss-Aspegren som var dotter till direktör Oskar Forss och Edit Rostén, avlade studentexamen i Helsingfors 1933, utexaminerades från Tekniska högskolan i Helsingfors 1941 och bedrev senare kommunikationstekniska studier vid Kungliga Tekniska högskolan. Hon var anställd på länsarkitektkontoren i Kalmar, Växjö och Visby 1940–1942 och 1950, hos arkitekterna Albin Stark och Alvar Aalto i Stockholm 1943, på stadsplanekontoret i Stockholm 1946, på länsarkitektkontoret i Stockholm 1967 och blev t.f. biträdande länsarkitekt där 1971. Hon ingick 1947 äktenskap med ingenjör Olof Aspegren (1899–1961).